# Ibn Manzûr
Pour les articles homonymes, voir Manzur.
Abul-Fadl Jamal ad-Din Muhammad Ibn Manzur al-Ansari al-Khazraji al-Ifriqi, encyclopédiste arabe descendant des Banu Khazraj, une tribu des Ansars, né en 1233, en Ifriqiya, mort au Caire en 1311. En 1308, il achève un dictionnaire arabe en plusieurs volumes, le Lisàn al-'arab.